# Thrinax parviflora
Thrinax parviflora (лат.) — пальма, вид рода Тринакс (Thrinax) семейства Пальмы, или Арековые (Arecaceae), эндемик Ямайки. 

## Ботаническое описание
Thrinax parviflora — деревянистое растение с тонким гладким стволом толщиной не более 15 см и максимальной высотой 4,5 м. Пальма увенчана открытой короной из небольших толстых и кожистых веерных листьев диаметром 1,0—1,2 м со скрученными и завитыми зелёными лопастями. Зрелые листья выглядят изящно благодаря характеру кроны и тонкого ствола. Вид крайне редко культивируют. Терпим к кратковременным морозам, известковой почве и прибрежному климату. Соцветие прямое или дугообразное, длиной 40—175 см, прицветники зеленоватые с коричневыми сжатыми чешуйками. Соцветие от цвета слоновой кости до желтоватого в период цветения. Цветки от цвета слоновой кости до желтоватых ароматные, собраны по 32—60 на кластер; тычинок 5—10 на цветок, пыльники от линейной до продолговатой формы 1,2—4,0 мм длиной. Плод бледно-коричневый до созревания, при созревании становится белым и гладким или слегка пятнистый, диаметром 6,4—7,3 см; семена от коричневого до тёмно-коричневого цвета 5,4—6,2 мм в диаметре.

## Распространение и местообитание
Ареал Thrinax parviflora ограничен горами Блу-Маунтинс на востоке Ямайки. Является эндемиком Ямайки. Произрастает в открытых и скалистых, сезонно сухих открытых лиственных лесах на высоте до 900 м над уровнем моря.

## Подвиды
Различают два подвида:
- Thrinax parviflora subsp. parviflora Sw., 1788 [1]
- Thrinax parviflora subsp. puberula Read, 1975 [5]